# Google књиге
Google књиге (транскр.  Гугл књиге) јесте производ из палете Гуглових претраживача, задужен за претрагу пуног текста књига које Гугл скенира и сачува у своју дигиталну базу података. Некада се та услуга називала Гугл принт, а под тим називом је и представљена на Сајму књига у Франкфурту у октобру 2004. године.

## Употреба
Приликом релевантних резултата у односу на корисников текстуални унос, прикажу се до три резултата из индекса Гугл књига изнад осталих резултата из стандардног индекса веб претраживања. Корисник такође може ограничити свој захтев само на књижну базу података. Одабир предмета из резултата Гугл књига отвара страну на којој корисник може гледати странице из саме књиге, као и друге предлоге у односу на његов захтев, неретко рекламног карактера, и везе ка страници издавача. Кроз неке рестрикције доступности и сигурносне мере, Гугл ограничава број погледаних страница и покушава спречити штампање и копирање текста са заштићеним правима.
Пројекат „Гугл књиге“ је још увек у бета фази свога развоја, међутим база података која стоји иза пројекта непрестано расте, са већ више од стотину хиљада наслова које су додали издавачи и аутори и око десет хиљада радова из јавног сектора. Он дозвољава копирање радова који нису под заштитом (ауторска права), и то у ПДФ формату.

## Техника
Најчешће се књиге скенирају помоћу дигиталних фотоапарата у посебном окружењу, са квалитетним светлом. Други начин је уз употребу роботског скенера књига. У њега човек поставља књигу, а он дигиталном камером скенира око 1.000 страница по сату. Могуће је да се листови пресавију и то онемогућава њихово читање. Претпоставља се (Њујорк тајмс) да је Гугл већ дигитализовао око милион књига које чекају каталогизацију и индекс, што је коштало око 5 милиона долара (цели пројект процењује се на 100 милиона долара).

## Гугл партнерски програм за књиге
Партнерски програм је маркетиншки програм онлајн књига дизајниран да помогне издавачима и ауторима да промовишу своје књиге. Издавачи и аутори достављају или дигиталну копију своје књиге у EPUB или PDF формату, или штампану копију на Гугл-е, које на тај начин постају доступне на Гугл књигама за преглед. Издавач може да контролише проценат књиге на располагању за преглед, са минимално 20% прегледа од целе књиге. Такође, издавачи и аутори могу да изаберу да књига буде потпуно видљива, па чак и да омогуће корисницима да преузму PDF примерак књиге.
Књиге могу бити доступне за продају са сервиса Google Play.

## Опозиција
Овај алат је, међутим, још увек контроверзан. Док многи хвале иницијативу пружања доступности будућој највећој ризници људског знања, издавачка индустрија и групе писаца непрестано критикују пројект због повреде ауторских права. Знатан број европских политичара и интелектуалаца критикује Гуглову улогу у „империјализацији језика“. Главни аргумент таквим тврдњама јест чињеница да је велика већина скенираних дела на енглеском језику, што ће резултовати у диспропорцији језика у дигиталном свету наспрам оних у реалном. Немачки, руски и француски језици су, на пример, врло популарни језици у академској заједници; претерана оријентација на енглески би могла усмерити смер акадамског развоја. У сваком случају, овај пројект ће пре него што изађе из бета фазе развоја морати дати одговоре на ове критике.